# U-744
| U-744                      | U-744                                                          | U-744                                                          |
| -------------------------- | -------------------------------------------------------------- | -------------------------------------------------------------- |
|                            |                                                                |                                                                |
|                            |                                                                |                                                                |
|                            |                                                                |                                                                |
| Під прапором               | Третій рейх                                                    | Третій рейх                                                    |
| Спуск на воду              | 11 березня 1943 року                                           | 11 березня 1943 року                                           |
| Виведений зі складу флоту  | 6 березня 1944 року                                            | 6 березня 1944 року                                            |
| Сучасний статус            | затоплений                                                     | затоплений                                                     |
| Проєкт                     |                                                                |                                                                |
| Тип ПЧ                     | Торпедний ДПЧ                                                  | Торпедний ДПЧ                                                  |
| Основні характеристики     |                                                                |                                                                |
| Швидкість (надводна)       | 17,7 вузлів                                                    | 17,7 вузлів                                                    |
| Швидкість (підводна)       | 7,6 вузлів                                                     | 7,6 вузлів                                                     |
| Робоча глибина занурення   | 100 м                                                          | 100 м                                                          |
| Гранична глибина занурення | 220 м                                                          | 220 м                                                          |
| Екіпаж                     | 44 осіб                                                        | 44 осіб                                                        |
| Розміри                    |                                                                |                                                                |
| Довжина найбільша (по КВЛ) | 67,1 м                                                         | 67,1 м                                                         |
| Ширина корпусу найб.       | 6,2 м                                                          | 6,2 м                                                          |
| Висота                     | 9,6 м                                                          | 9,6 м                                                          |
| Середня осадка (по КВЛ)    | 4,70 м                                                         | 4,70 м                                                         |
| Водотоннажність надводна   | 769 т                                                          | 769 т                                                          |
| Озброєння                  |                                                                |                                                                |
| Артилерія                  | одна палубна гармата калібру 88-мм, одна 20-мм зенітна гармата | одна палубна гармата калібру 88-мм, одна 20-мм зенітна гармата |
| Торпедно- мінне озброєння  | 4 носових і один кормовий ТА. 14 торпед або 26 мін             | 4 носових і один кормовий ТА. 14 торпед або 26 мін             |

U-744 — німецький підводний човен типу VIIC часів  Другої світової війни.
Замовлення на будівництво човна було віддане 5 червня 1941 року. Човен був закладений на верфі суднобудівної компанії «F Schichau GmbH» у місті Данциг 5 червня 1942 року під заводським номером 1547, спущений на воду 11 березня 1943 року, 5 червня 1943 року увійшов до складу 8-ї флотилії. Також за час служби перебував у складі 9-ї флотилії. Єдиним командиром човна був оберлейтенант-цур-зее Гайнц Блішке.
Човен зробив 2 бойові походи, в яких потопив 1 судно і 1 військовий корабель.
Захоплений  6 березня 1944 року після 30 годин атак глибинними бомбами британсько-канадської групи кораблів: есмінців «Ікарус», «Шод'єр», «Гатино», корветів «Феннель», «Чіллівок», «Кенілворт Касл» і фрегата «Сан-Катарінс». 12 членів екіпажу загинули, 40 врятовані. О 18 год. 30 хв. човен був потоплений в Північній Атлантиці, західніше Ірландії (52°01′ пн. ш. 22°37′ зх. д. / 52.017° пн. ш. 22.617° зх. д.) «Ікаруса» через неможливість буксирування в порт.

## Потоплені та пошкоджені кораблі[3]
| Назва          | Тип                  | Належність      | Дата           | Тоннаж (БРТ) | Вантаж                                          | Статус    | Місце                                                       |
| Empire Housman | торгове судно        | Велика Британія | 3 січня 1944   | 7 359        | Баласт                                          | потоплено | 60°50′ пн. ш. 22°07′ зх. д. / 60.833° пн. ш. 22.117° зх. д. |
| HMS LST-362    | військовий транспорт | Велика Британія | 2 березня 1944 | 1 625        | 11 танків «Черчилль» та 118 військовослужбовців | потоплено | 48°00′ пн. ш. 17°23′ зх. д. / 48.000° пн. ш. 17.383° зх. д. |